# Stephen Gallagher
Pour les articles homonymes, voir Gallagher.
Stephen Gallagher (né le 8 juillet 1980 à County Armagh, en Irlande du Nord) est un coureur cycliste irlandais.

## Palmarès
- 2004
  - 3e du championnat d'Irlande du contre-la-montre
- 2006
  - Classement général du Tour de Taïwan[1]
  - Tour d'Armagh
  - 3e du Tour de Thaïlande
- 2007
  - 3e étape du Tour d'Ulster (contre-la-montre)
- 2008
  - Classement général du FBD Insurance Rás
- 2010
  - 3e étape des Suir Valley Three Day
  - 2e des Suir Valley Three Day

## Classements mondiaux
| Année           | 2006 | 2007 | 2008 | 2009 | 2010 |
| --------------- | ---- | ---- | ---- | ---- | ---- |
| UCI Africa Tour | 38e  |      |      |      |      |
| UCI Europe Tour |      | 967e | 341e |      | 892e |